# Osip Vasiljevič Ilovajski
Osip Vasiljevič Ilovajski (rusko О́сип Васи́льевич Илова́йский), ruski general, * 1775, † 1839.
Bil je eden izmed pomembnejših generalov, ki so se borili med Napoleonovo invazijo na Rusijo; posledično je bil njegov portret dodan v Vojaško galerijo Zimskega dvorca.

## Življenje
15. marca 1790 je vstopil med kozake in sicer v polk generalporočnika Ilovajskija. 5. junija 1791 je dobil čin stotnika in že istega leta se je udeležil bojev s Turki. Leta 1794 se je bojeval s Poljaki. 1. marca 1800 je bil imenovan za poveljnika polka donskih Kozakov, ki je dobil ime po njem. Udeležil se je bojev s Francozi leta 1807 in naslednje leto pa še s Turki. 
Leta 1812 je bil povišan v polkovnika in 15. septembra naslednjega leta še v generalmajorja. Med letoma 1821 in 1824 je bil vodja plemstva na področju donskih Kozakov.